# Staudesolsikke
Staudesolsikke (Helianthus pauciflorus), ofte skrevet staude-solsikke, er en flerårig, urteagtig plante med en opret til opstigende vækst, smalle blade og gule kurvblomster. Arten bruges af og til som havestaude.

## Kendetegn
Staudesolsikke er en flerårig, urteagtig plante med en opret til opstigende vækst. Stænglen er rund i tværsnit med en rødlig lysside og en lysegrøn skyggeside. Både stænglen og bladene er beklædt med stive hår. Bladene kan være både modsatte og spredtstillede, de er kortstilkede og lancetformede med hel eller ganske fint takket rand. Oversiden er grågrøn, mens undersiden er lysegrøn med tre tydelige ribber. Høstfarven er gyldent brun. Blomstringen foregår sidst på sommeren, hvor man finder blomsterne samlet i endestillede kurve. Randkronerne er brede og varmt gule til lysegule. Skivekronerne er rørformede og rødbrune til næsten sorte. Frugterne er nødder.
Rodsystemet består af en vandret jordstængel og grove, trævlede rødder.
Planten kan nå 2 meters højde i hjemlandet, men i Danmark er højder på ca. 1,00 m mere almindelige. Bredden bliver ca. 0,50 m.

## Hjemsted
Staudesolsikke er naturligt udbredt i de sydlige dele af Canada og i de fleste af USA's delstater, men desuden er den naturaliseret i mange europæiske lande. Arten er knyttet til lysåbne voksesteder med en fugtbevarende, men veldrænet jord. Desuden er arten afhængig af, at voksestedet bliver brændt af, eller at store planteædere træder og gnaver plantedækket ned.
I den sydlige del af Minnesota, USA, findes rester af den oprindelige prærie. Her vokser arten sammen med bl.a. amerikansk blomme, Amorpha canescens (en art af særkrone), amerikansk hassel, Aster laevis (en art af asters), bleg purpursolhat, canadisk gyldenris, Cornus racemosa  (en art af kornel), kalkunfod, kompasplante, Liatris aspera  (en art af pragtskær), liden præriegræs, lyngasters, præriehirse, prærievadegræs, Sorghastrum nutans (en græsart), Stipa spartea  (en art af fjergræs), sølvbynke, trenervet snerre og yuccabladet mandstro

## Note
1. ↑  Minnesota State: Upland Prairie System. Southern Floristic Region. Southern Mesic Prairie (Webside ikke længere tilgængelig) – Grundig gennemgang af vegetationerne på forholdsvis højtliggende områder i Minnesota ((engelsk))

## Galleri
|  |  |  |  |